# Girolamo Zoppio
Pour les articles homonymes, voir Zoppio.
Girolamo Zoppio est un littérateur et dramaturge italien né en 1516 à Bologne et mort le 5 juin 1591.

## Biographie
Girolamo Zoppio suivit d'abord la carrière de la médecine, et se fit agréger à la faculté de sa ville natale où il assista Vésale dans ses dissections. Dans ses loisirs, il cultivait avec ardeur les lettres et la philosophie, et il finit par entrer dans l'enseignement public comme professeur.
Après avoir enseigné quelque temps la logique et la morale à Macerata, où il fonda l'Accademia dei Catenati, qui professait l'enseignement en italien et non en latin il revint occuper la chaire de littérature dans sa patrie, et y mourut le 5 juin 1591. Une rue porte son nom à Bologne, ainsi qu’un amphithéâtre de l'université de la ville.
Zoppio prit une part active aux disputes grammaticales qui s'élevèrent de son temps entre les littérateurs de l'Italie. Il se déclara pour Annib. Caro, dans la querelle qu'excita son fameux canzone De gigli d'oro, et se rangea parmi les défenseurs de Pétrarque et du Dante. En cela, il fait œuvre d'humaniste car il professe l'amour de la langue natale. Dans l'un de ses opuscules (Difesa del Petrarcha, p. 79), il attaque très vivement le Muzio. Fontanini prétend que ce fut parce que le Muzio avait dit que les philosophes sont les patriarches des hérétiques (Bibliot. d'eloquenz., t. 2, p. 477) ; mais il est inutile de chercher d'autre cause à la sortie de Zoppio que la chaleur inséparable de toute discussion. L'amour de la philosophie antique en fait aussi un humaniste.

## Œuvres
On a de lui : 
- les quatre premiers livres de l’Énéide de Virgile, trad. in ottava rima, Bologne, 1554, in-8 ;
- Rime et prose, ibid., 1567, in-8° Le seul écrit en prose que contienne ce recueil est la défense du Canzone d'Annib. Caro.
- L'Atamante traged., Macerata, 1578, in-4°. Muret, dans une lettre qu'il écrivit à Zoppio au sujet de cette pièce (Epist., lib. 4, epist. 50), fait un grand éloge du style ; mais il signale quelques défauts de conduite, et blâme l'auteur d'avoir conservé l'usage du prologue, ainsi que la division de la pièce en actes et en scènes[1].

1. Ragionamenti  in defensa di Dante e del Petrarcha, Bologne, 1583, in-4 ;
2. Risposta alle opposizioni sanesi, Fermo, in-4° ;
3. Particelle poetiche sopra Dante, Bologne, in-4° ;
4. La poetica sopra Dante, ibid., in-4° (voir: la Biblioth. de Fontanini, t. 1, p. 349 et suiv.).